# تونی میولا
تونی میولا (انگلیسی: Tony Meola؛ زادهٔ ۲۱ فوریهٔ ۱۹۶۹) دروازه‌بان فوتبال بازنشسته اهل ایالات متحده آمریکا است.
از باشگاه‌هایی که در آن بازی کرده‌است می‌توان به ردبولز، واتفورد و برایتون اشاره کرد.
وی همچنین در تیم ملی فوتبال ایالات متحده آمریکا بازی کرده و عضو ترکیب بازیکنان این تیم در سه جام جهانی ۱۹۹۰، ۱۹۹۴ و ۲۰۰۲ بوده‌است. وی هم چنین به عنوان جوان‌ترین کاپیتان تاریخ جام های جهانی شناخته می‌شود او در جام جهانی ۱۹۹۴ در سن ۲۱ سالگی بازوبند کاپیتانی تیم ملی آمریکا را در جام جهانی که کشورش میزبان آن بود را به بازو بست.
مهار چند موقعیت صد در صد گل از وی در بازی با تیم ملی کلمبیا در جام جهانی ۱۹۹۴ که در آمریکا برگزار میشد و سبب پیروزی ۲ بر یک آمریکا در برابر کلمبیا شد و اشتباه مدافع کلمبیا آندرس اسکوبار که منجر به گل دوم تیم آمریکا شد و باعث ترور وی پس از حذف از جام جهانی گردید از اتفاقات و حواشی زندگی این دروازه‌بان امریکایی است.